# Hoplocorypha boviformis
Hoplocorypha boviformis es una especie de mantis de la familia Thespidae.

## Distribución geográfica
Se encuentra en Angola.